# Хайнрих VII фон Лихтенщайн
Хайнрих VII фон Лихтенщайн (на немски: Heinrich VII „der Lahme“ von Liechtenstein; * ок. 1440; † 1483) е благородниик от род Лихтенщайн в Долна Австрия, господар на Николсбург и Фелдсберг. Той е член на Австрийския концил, губернатор на Моравия.

## Живот
Той е син на Георг IV фон Лихтенщайн († 1444) и съпругата му Хедвиг фон Потендорф († 1449/1457), дъщеря на Хартнайд фон Потендорф († 1426), маршал на Австрия, и Анна фон Пуххайм или Доротея фон Щархемберг († 1419). Внук е на Хайнрих V фон Лихтенщайн († пр. 1418) и Анна фон Целкинг († 1441/1448). Брат е на Кристоф III фон Лихтенщайн († 1506), имперски съветник, и Георг фон Лихтенщайн-Николсбург († 1484).
Хайнрих е на страната на Албрехт VI във войната му за Херцогство Австрия с брат му император Фридрих III, понеже резиденцията му в Щайрег се намира в Горна Австрия, територията на Албрехт. След смъртта на Албрехт през 1463 г. Фридрих прощава на благородниците, между тях и Хайнрих.
През 1470-те години Хайнрих се присъединява отново към благороднически кръг против Фридрих. През 1473 г. е направен от унгарския крал Янош Хуняди за губернатор на Моравия. Той участва като свръзка между Фридрих III и австрийската аристокрация между Владислав Ягиело, кралят на Бохемия, и Матиас Корвинус, по въпроса за наследника на трона в Бохемия. През 1479 г. той е съдия в граничния конфликт между Моравия и Австрия.
Хайнрих умира през 1483 г.

## Фамилия
Хайнрих фон Лихтенщайн-Фелдсберг се жени на 16 ноември 1473 г. за Агнес фон Щархемберг (1461 – 1501), дъщеря на Йохан IV фон Щархемберг (1412 – 1474), хауптман на Горна Австрия/об дер Енс, и Агнес фон Хоенберг (1416 – 1494). Те имат децата:
- Георг VI фон Лихтенщайн-Щайерег (* 1480; † 6 август 1548), имперски генерал, женен 1518 г. за Магдалена фон Полхайм (* 1497; † сл. 1522), дъщеря на фрайхер Волфганг IV фон Полхайм (1458 – 1512)
- Себастиан (* ок. 1482; † ок. 1483)
- Еразмус (*1483; † 1524), женен 1509 г. за Барбара фон Ст. Георген и Пьозинг (*1488; † 1578)
- Елизабет фон Лихтенщайн-Щайерег (* 1483; † 21 август 1517), омъжена на 7 март 1508 г. за фрайхер Волфганг фон Рогендорф (* 29 януари 1483; † август 1540, в битка при Буда), син на фрайхер Каспар фон Рогендорф († 1506) и Маргарета фон Вилдхауз